# Рауль V ле Фламенк
Рауль V ле Фламенк (Raoul V le Flamenc) — маршал Франции.
Из пикардийского дворянского рода, известного с начала XII века. Сын Рауля IV Ле Фламенка, сеньора Кани, Варена и Боленкура, и его второй жены Марии, чьё происхождение не выяснено.
Приблизительные даты рождения и смерти 1235—1290.
С 1285 г. маршал Франции (вместе с Жаном II д’Аркуром).
Участвовал в Арагонском крестовом походе (1285).
Согласно историческим исследованиям XVIII века, Рауль V ле Фламенк первым браком был женат на Хельвиде де Конфлан, дочери Эсташа II, сеньора де Конфлан и де Марёй, и Хельвиды де Туротт. Овдовев, женился на Жанне де Шомон (ум. 1299).
В тех же источниках указаны шестеро его детей (без уточнения, от какой из жён):
- Рауль VI, ле Фламенк, погиб в Битве шпор в 1302 году
- Жан ле Фламенк, сеньор де Карампюи
- Изабелла ле Фламенк, жена Жана де Гюни, сеньора д’Эсмевилли
- Флоранс ле Фламенк, жена Жиля де Вакшаля, шателена Дуэ
- Маргарита ле Фламенк, жена Пьера де Муа, сеньора д’Оссонвилье
- Жанна ле Фламенк, жена Тома де Кантена, сеньора де Маркуэн и де Мавьер.